# العنقوديات الذهبية المقاومة للفانكوميسين

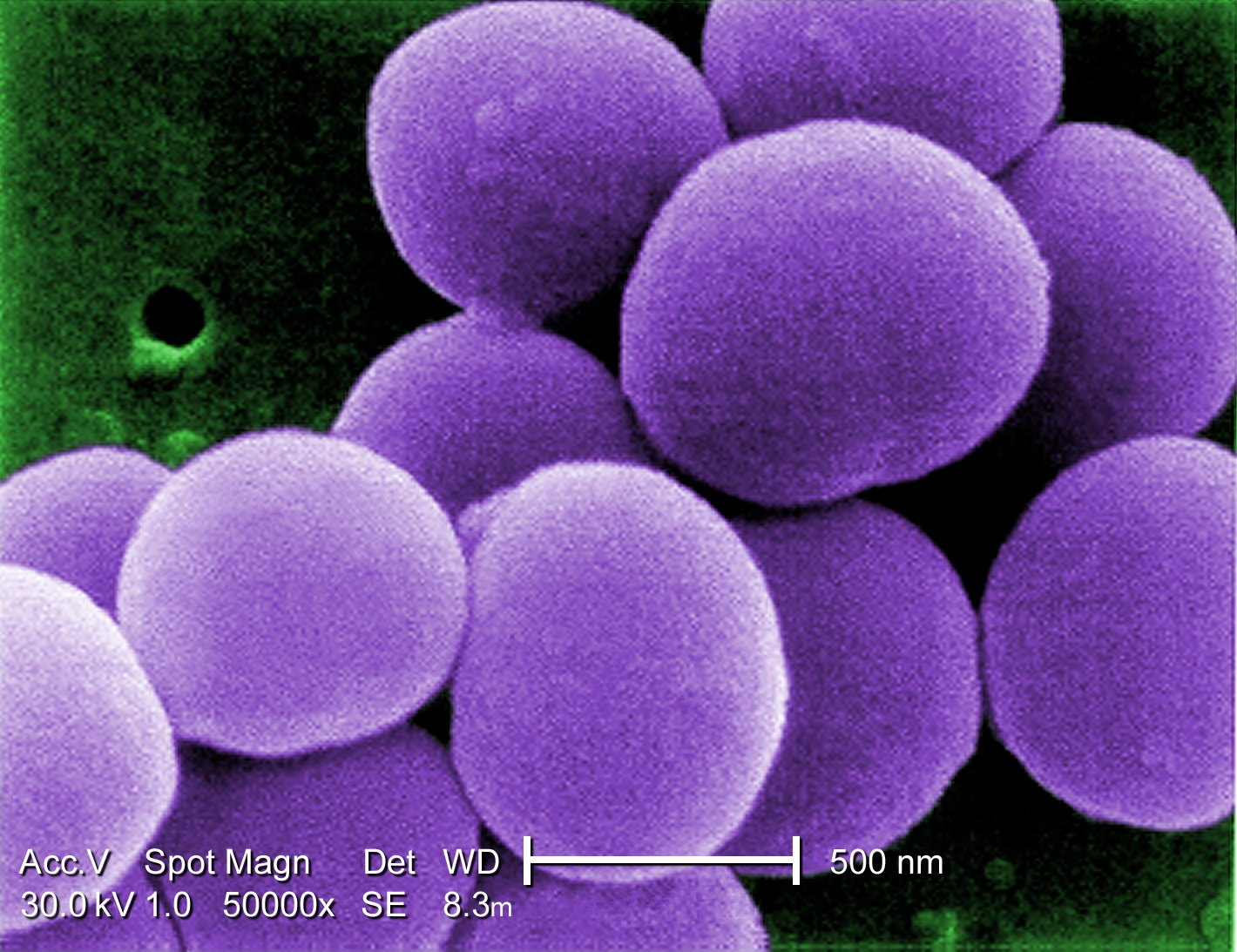
صورة بالمجهر الإلكتروني الماسح تظهر سلالة من المكورات العنقودية الذهبية مأخوذة من زراعة متوسطة مقاومة للفانكوميسين.

المكورات العنقودية الذهبية المقاومة للفانكوميسين أو العنقوديات الذهبيّة المقاومة للفانكوميسين vancomycin-resistant Staphylococcus aureus أو اختصارا VRSA هي سلالة جديدة من المكورات العنقودية الذهبية طورت مقاومة وتعنيد على مختلف أنواع المضادات الحيوية بما فيها الفانكوميسين والذي هو الدواء المختار لعلاج العنقوديات الذهبية المقاومة للمثسلين Methicillin-resistant Staphylococcus aureus . حاليا يبدو أن لنزوليد هو الدواء الأفضل لعلاج هذه الجرثومة.